# Desmond Armstrong
Desmond Kevin Armstrong (Washington, 2 novembre 1964) è un ex calciatore statunitense, di ruolo difensore.

## Palmarès

### Nazionale
- Gold Cup: 1

1991